# Basílica de Son Peretó
La basílica de Son Peretó fou un edifici destinat al culte paleocristià situat a la possessió de Son Peretó, entre les localitats mallorquines de Manacor i Sant Llorenç des Cardassar. Actualment se'n conserven algunes parts i s'està procedint a la seva neteja i estudi.
Les seves restes foren descobertes pel mossèn Joan Aguiló Pinya el 1912. L'estructura arquitectònica de la basílica sembla tenir influències dels cànons siriopalestinencs i nord-africans de la segona meitat del segle v. Les restes de les excavacions i els mosaics es troben al Museu d'Història de Manacor.